# Мухаммедов, Анна
Анна́ Мухамме́дов (Караджа́ев Анна́ Муха́ммед) (1900, аул Полторацк-2, Закаспийская область — 1938) — советский партийный деятель, 1-й секретарь ЦК КП(б) Туркменистана в октябре 1937. Входил в состав особой тройки НКВД СССР.

## Биография
Родился в 1900 года в ауле Полторацк-2 Закаспийской области Российской империи.
- 1921—1922 гг. — слушатель Учительских курсов.
- 1922—1923 гг. — сотрудник Туркменского областного отдела труда.
- 1923—1925 гг. — сотрудник ОГПУ.

После вступления в РКП(б) в 1925 г., в 1925—1926 годах становится председателем ЦК Правления Туркменского республиканского Союза совторгслужащих.
- 1926—1928 гг. — заведующий Организационным отделом Туркменского республиканского Совета профсоюзов.
- 1928—1929 гг. — нарком юстиции Туркменской ССР, председатель Центральной контрольной комиссии КП(б) Туркмении, нарком рабоче-крестьянской инспекции Туркменской ССР.
- 13.7.1930—26.1.1934 — член Центральной Контрольной Комиссии ВКП(б).
- 1.9.1931—19.1.1932 — 3-й секретарь ЦК КП(б) Туркменистана[1][2].
- 3.3.1935—10.1937 — 2-й секретарь ЦК КП(б) Туркмении[3][4].
- В октябре 1937  — 1-й секретарь ЦК КП(б) Туркмении.

## Завершающий этап
Арестован в октябре 1937 г. Расстрелян в 1938 году.
Реабилитирован в августе 1956 года